# Jurong
Jurong (em chinês: 裕廊, em Pinyin: Yùláng, em Malay: Jurong) é um círculo eleitoral e uma cidade de Singapura, situado na região ocidental do país.

## História

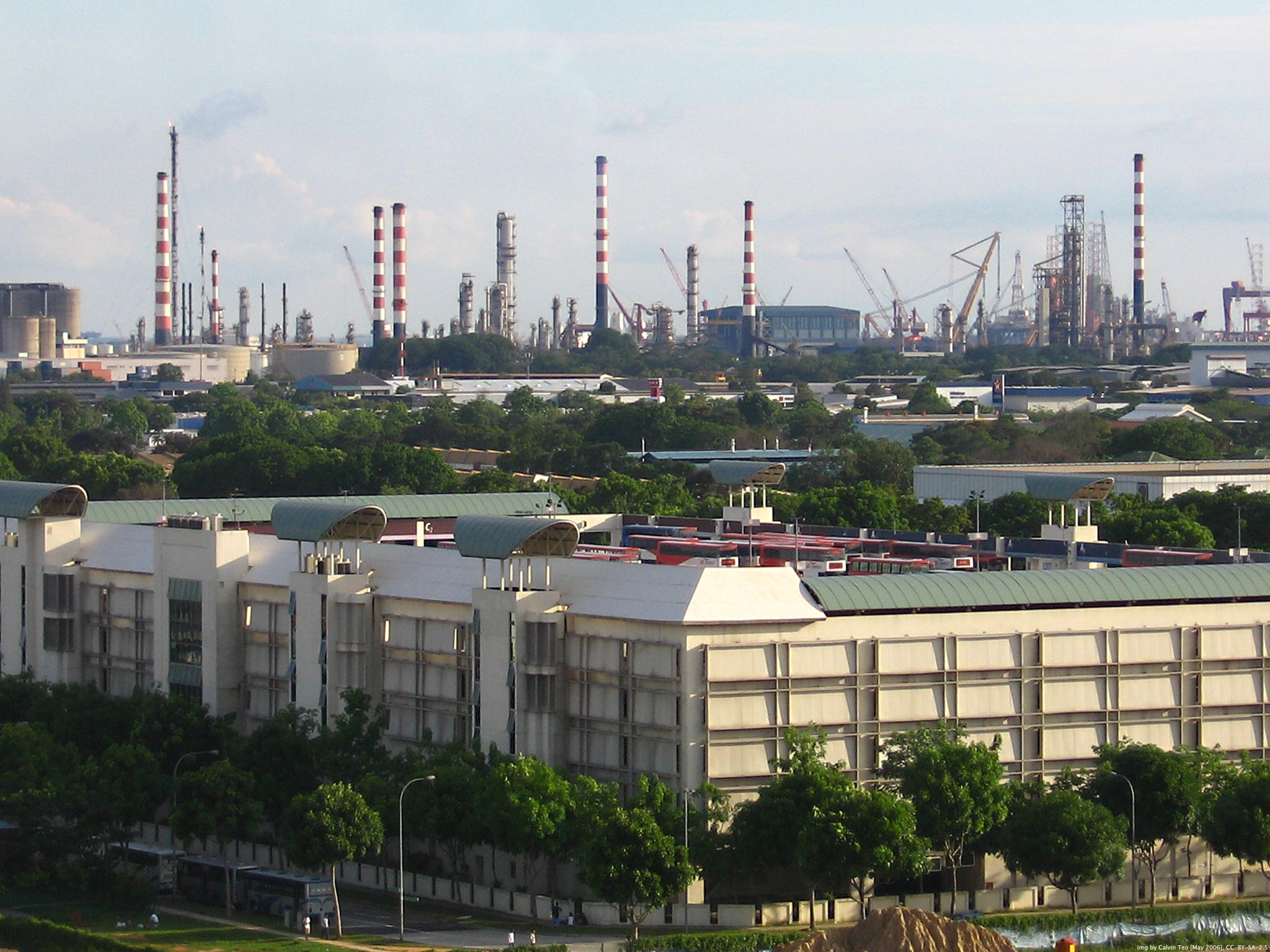
Área industrial do estado de Jurong.

Jurong é derivado provavelmente da palavra Malay jerung, que significa “tubarão”. Em torno de 1900, Jurong era um território desconhecido. Após 1906, as plantações de borracha dominaram a área - propriedade de Bulim, propriedade de Lokyang, propriedade de Chong Keng, propriedade de Seng Toh e propriedade de Yunnan, causando muitos dos nomes locais para as áreas de Jurong. Em 1929, a primeira estrada de Jurong conectou-o a Bukit Timah. Jurong permaneceu uma área rural sonolenta até 1959, quando Singapura assentou lá uma colônia.
Jurong era um pântano até os anos 60, quando Goh Keng Swee, um ministro, juntamente com as Nações Unidas, retirou os pântanos, fazendo de Jurong uma propriedade industrial (um lugar onde as indústrias são construídas). Jurong foi chamado também de “insensatez de Goh”, porque alguns singapurenses duvidaram o sucesso do projeto do Dr. Goh Keng Swee para desenvolver a área. Jurong é dividido em Jurong do leste, onde as casas e as lojas são construídas e Jurong do oeste, que é principalmente uma propriedade industrial. O leste de Jurong está sob o círculo eleitoral da representação do grupo de Jurong ou o Jurong GRC, enquanto que o oeste de Jurong está sendo representado pelo círculo eleitoral da representação de grupo da costa oeste.
O governo considerou a industrialização como uma solução aos problemas econômicos do país, sendo Jurong escolhido como uma área para o desenvolvimento. As águas do litoral de Jurong são profundas, fazendo dela apropriada para um porto; a terra era na maior parte de propriedade estatal. É também relativamente longe do distrito financeiro central e das áreas residenciais de Singapura, assim é apropriado situar lá propriedades industriais.
Em 1961, a placa econômica e do desenvolvimento (EDB) foi dada forma para industrializar Jurong e terraplenagens começou esse mesmo ano. Em 1962, o Dr. Goh Keng Swee do Ministro das Finanças, inauguro , a primeira fábrica de ferro e aço na propriedade industrial nova. Em 1963, 24 fábricas foram estabelecidas. No mesmo ano, o primeiro-ministro de Singapura, Lee Kuan Yew, fez de Jurong o círculo eleitoral inicial em sua primeira visita aos círculos eleitorais na república. Em maio 1965, o porto de Jurong tornou-se operacional.
Em 1968, uma área da cidade foi criada para controlar o desenvolvimento de Jurong. Entretanto, 14.78 quilômetros quadrados da terra industrial foram preparados, 153 fábricas estavam funcionando inteiramente e 46 eram construídos mais.
Com a expansão da economia de Singapura constantemente, encontrar espaço para indústrias novas é um desafio presente. Sete ilhotas fora da costa de Jurong foram fundidas para criar a ilha quadrada de Jurong de 30 quilômetros, que é a base para o óleo, o petroquímico e indústrias químicas. A construção da ilha de Jurong começou no começo dos anos 90 e será terminada em 2010. Uma ponte liga a ilha de Jurong ao continente. O acesso a ilha é restrito para evitar ataques de terroristas.
Jurong é também possui parques de pássaros, jardins chineses e japoneses, o centro da ciência com seu teatro de Omnimax, três clubes de golfe e o porto dos Raffles. A habilitação a custos controlados trouxe um influxo dos residentes, que são atraídos pelos centros de compra, por facilidades de esportes, por escolas, por boas conexões da estrada e pelo sistema de transporte rápido e maciço.

## Círculo eleitoral da representação do grupo de Jurong

### Membros do parlamento
- Lim Boon Heng (Jurong central) - ministro de Jurong, presidente do governo;
- Tharman Shanmugaratnam (Taman Jurong) - ministro da instrução;
- Grace Fu Hai Yien (Yuhua) - ministro de estado, ministério do desenvolvimento nacional
- Dr. Ong Chit Chung (Bukit Batok)
- Halimah Yacob (Bukit Batok do leste)

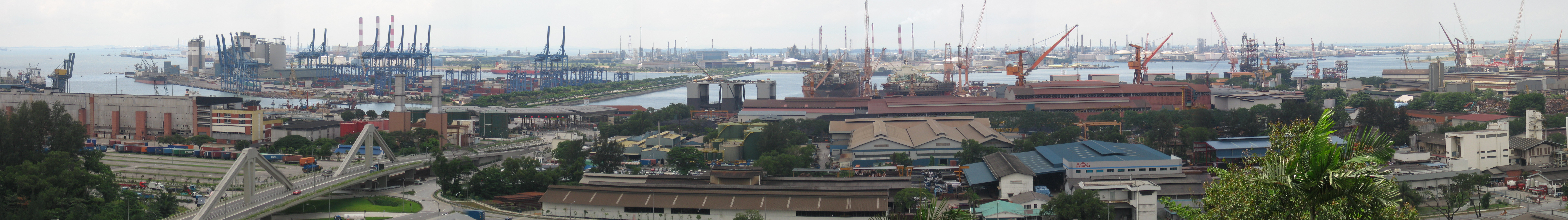
A propriedade industrial de Jurong, com a ilha de Jurong ao fundo. O cais de Jurong e a ponte para a ilha de Jurong, podem ser vistos à esquerda.

## Transporte de trilho

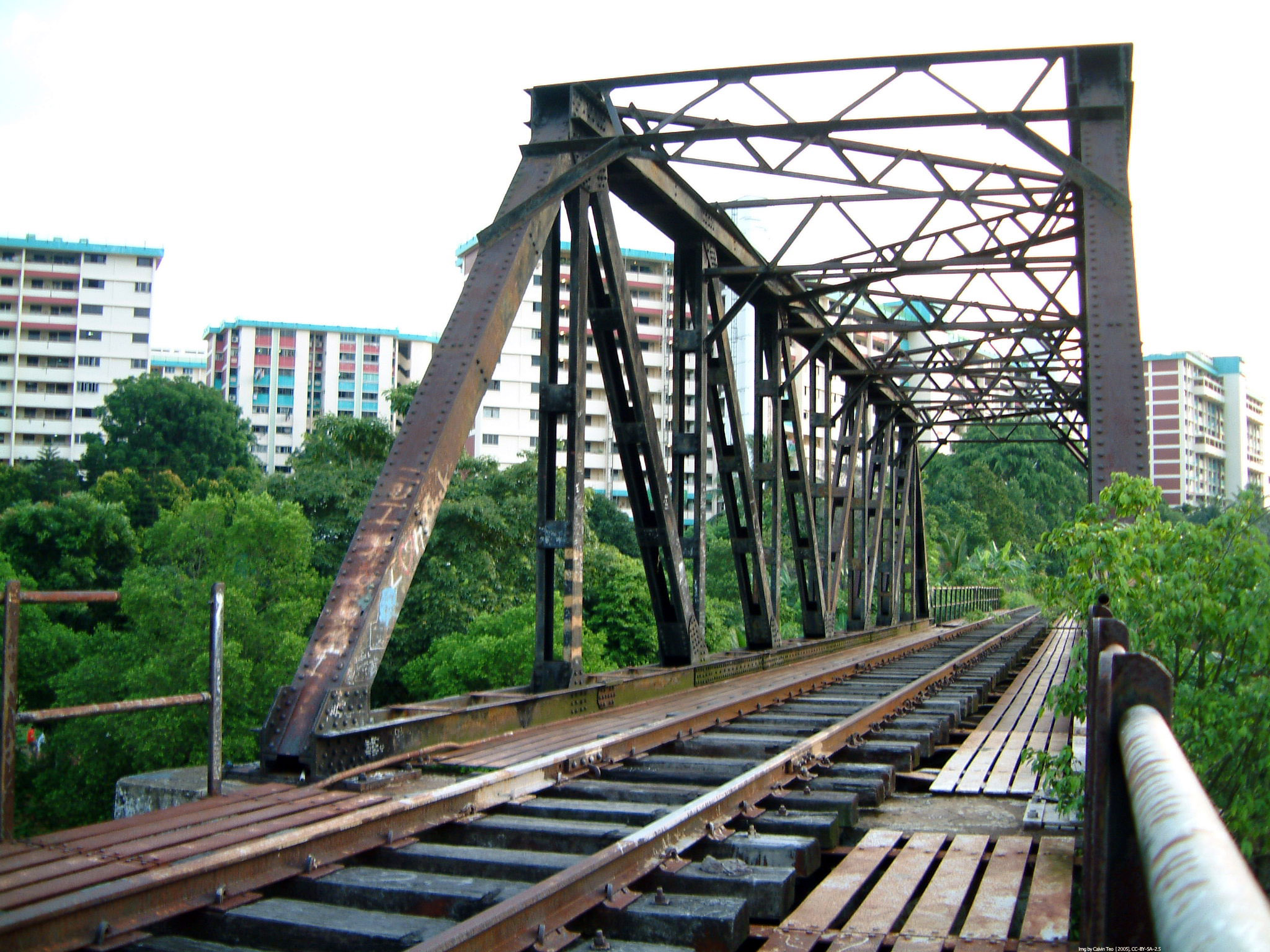
Foto da linha ferroviáia de Jurong se dirigindo para os jardins de Teban e Jurong.

A estrada de ferro de Keretapi Tanah Melayu da Malásia alcança a estação de Bukit Timah e do porto de Jurong através dos jardins de Teban. Esta longa extensão foi feita para o transporte dos bens, enquanto faltava Jurong boas estradas em jurong. Foi aberta em 1965, mas não gerou o tráfego satisfatório. Foi consequentemente fechado no começo dos anos 90, e foi desmontada desde parcialmente.

## Projetos para o desenvolvimento futuro
Em 4 de abril de 2008, Mah Bow Tan, o ministro do desenvolvimento nacional, anunciou um projeto de desenvolvimento para Jurong, em um cubo comercial fora do distrito financeiro central (CBD).O distrito novo do lago de Jurong oferecerá uma área de desenvolvimento potencial de 360 hectares, aproximadamente o tamanho da baía do porto. Em torno de 750.000 m² estão reservados para a construção de escritórios, hotéis e usos do entretenimento, com a expectativa de atrair bilhões de dólares durante o processo de desenvolvimento. Entretanto, os analistas dizem que os 10-15 anos para finalizar o projeto podem ser muito apertados, devido à quantidade de projetos em andamento e de um clima econômico global umedecido.